# Clefmont
Clefmont település Franciaországban, Haute-Marne megyében. Lakosainak száma 155 fő (2022. január 1.). Clefmont Longchamp, Perrusse, Thol-lès-Millières, Audeloncourt, Breuvannes-en-Bassigny, Buxières-lès-Clefmont és Daillecourt községekkel határos.

## Népesség
A település népességének változása:
| Lakosok száma | 237  | 229  | 225  | 209  | 204  | 180  | 176  | 168  | 164  | 155  |
|               | 1968 | 1982 | 1990 | 2006 | 2013 | 2015 | 2017 | 2019 | 2020 | 2022 |